# Suicídios coletivos na Alemanha Nazista em 1945

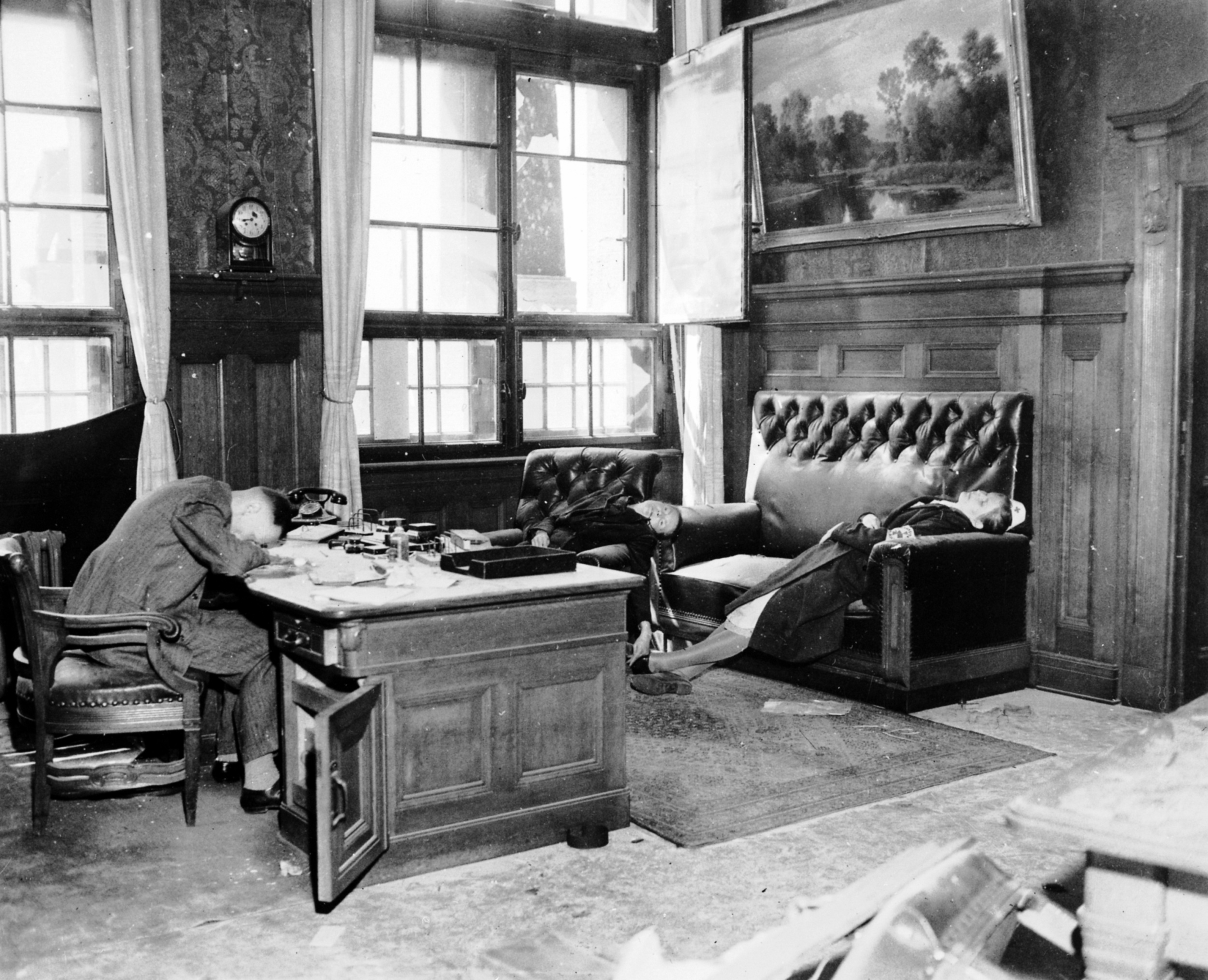
O corpo do vice-prefeito de Leipzig ao lado dos de sua esposa e filha, que se suicidaram no Neues Rathaus quando as tropas estadunidenses estavam entrando na cidade em 20 de abril de 1945. O prefeito e sua família também se mataram. Imagem por Robert Capa

Suicídios coletivos na Alemanha Nazista em 1945 ocorreram com uma frequência incomum, por vários motivos, entre civis, funcionários do governo e militares durante as semanas finais do regime nazista e o fim da Segunda Guerra Mundial na Europa. Entre as razões estavam a influência da propaganda nazista, a reação ao suicídio de Adolf Hitler, a lealdade aos princípios do Partido Nazista, a derrota iminente da nação na guerra, a ocupação aliada da Alemanha nazista e receios em relação ao tratamento severo de militares, tanto dos exércitos ocidentais e o exército soviético.
Houve três períodos distintos de suicídios em massa entre janeiro e maio de 1945, quando milhares de pessoas tiraram as suas próprias vidas em territórios alemães. A revista LIFE relatou: "Nos últimos dias da guerra, a esmagadora percepção de derrota total foi demais para muitos alemães, que encontraram a fuga mais rápida e segura naquilo que os alemães chamam de selbstmord, ou auto-assassinato." O psiquiatra alemão Erich Menninger-Lerchenthal (de) observou a existência de "suicídios em massa organizados em grande escala, que anteriormente não haviam ocorrido na história da Europa [...] existem suicídios que não têm nada a ver com a doença mental ou algum desvio moral e intelectual, mas predominantemente com a continuidade de uma pesada derrota política e o medo de ser responsabilizado".

## Visão geral

### Métodos

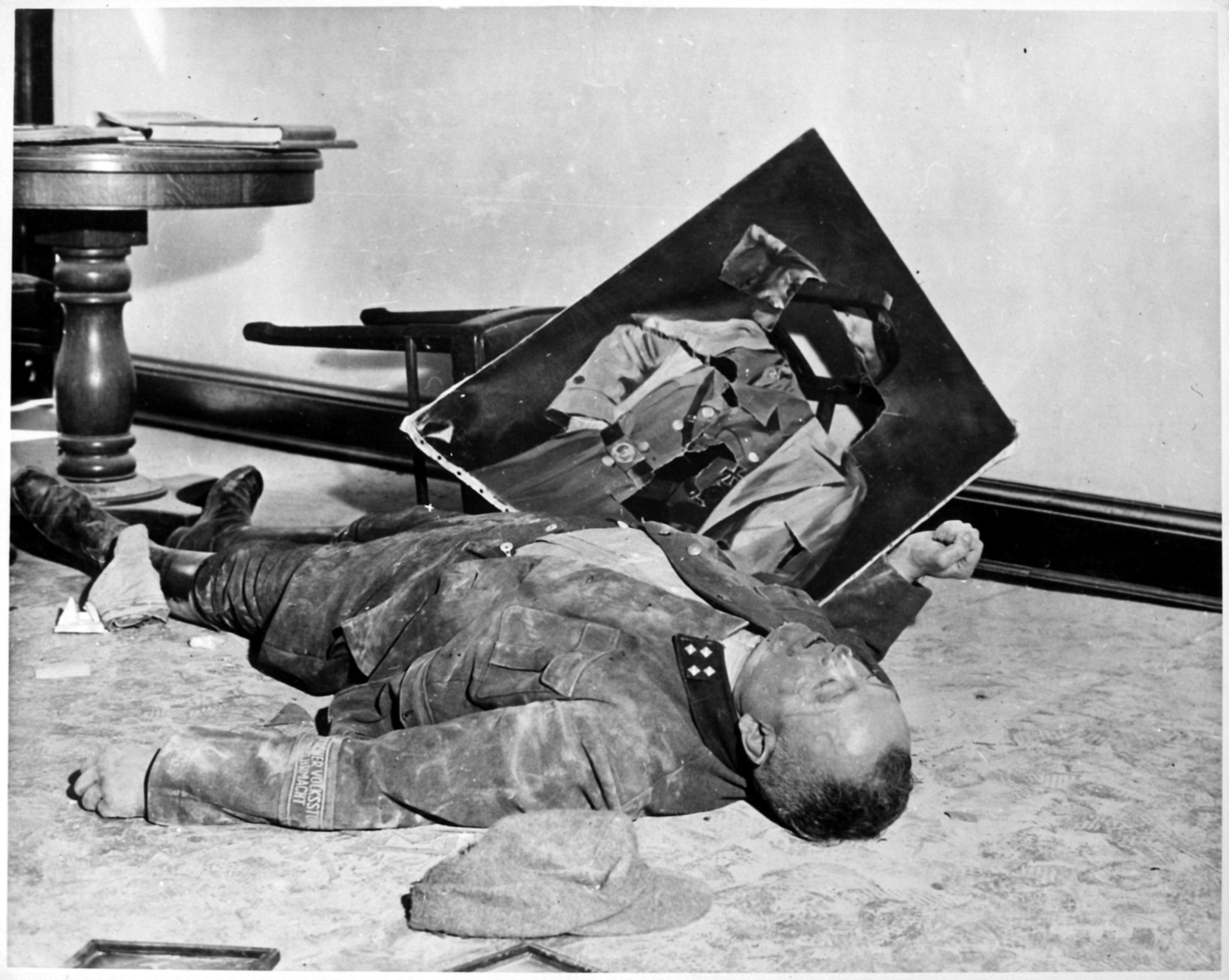
O corpo do Volkssturm Walter Doenicke ao lado de um retrato dilacerado de Hitler. Doenicke cometeu suicídio na prefeitura de Leipzig, Alemanha, pouco antes da chegada das tropas aliadas em 19 de abril de 1945.

Cápsulas de cianeto eram um dos métodos mais comuns que as pessoas usavam para se matar nos últimos dias da guerra. Em 12 de abril de 1945, membros da Juventude Hitlerista distribuíram pílulas de cianureto para o público durante o último concerto da Filarmônica de Berlim. Antes de seu próprio suicídio no Führerbunker, Adolf Hitler assegurou-se de que que toda a sua equipe tinha recebido cápsulas de veneno. Em março de 1945, os britânicos reimprimiram um cartão-postal de língua alemã usado como propaganda negra, supostamente emitido pelo governo nazista, dando instruções detalhadas sobre como enforcar-se com uma quantidade mínima de dor.
Os membros das forças armadas alemãs frequentemente utilizavam armas para acabar com suas próprias vidas. Por exemplo, SS-Obergruppenführer Ernst-Robert Grawitz matou a si mesmo e à sua família com uma granada, os generais da Wehrmacht Wilhelm Burgdorf e Hans Krebs deram um tiro em suas cabeças com pistolas e Josef Terboven, o Reichskommissar para a Noruega, explodiu a si mesmo em um bunker ao detonar 50 kg de dinamite.

### Locais
Mais de 7.000 suicídios foram reportados em Berlim em 1945, mas acredita-se que muitos suicídios não foram declarados devido ao caos do período pós-guerra. Outros locais onde os suicídios aconteceram incluem:
- Neubrandenburg
- Burg Stargard
- Neustrelitz
- Demmin (ver suicídio coletivo de Demmin)
- Penzlin
- Tessin
- Vietzen e Rechlin
- Teterow, Güstrow, Rostock, Bad Doberan
- Malchin
- Schönlanke
- Stolp
- Lębork
- Grünberg[5]

## Suicídios notáveis

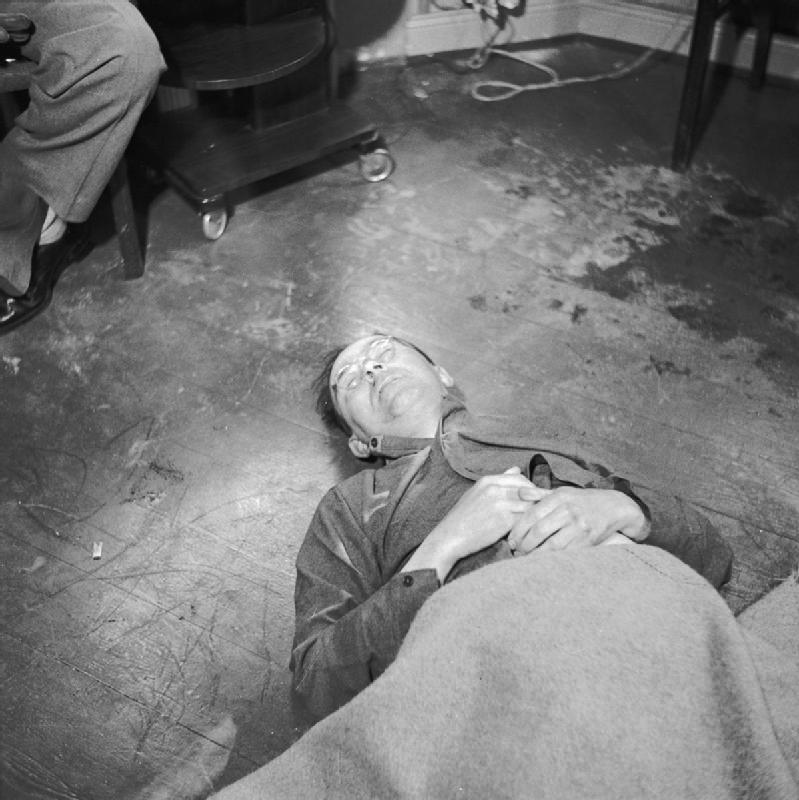
O cadáver de Himmler após seu suicídio por veneno em 1945

Muitos nazistas proeminentes, seguidores e membros das forças armadas cometeram suicídio nos últimos dias da guerra. Outros se suicidaram depois de serem capturados. A lista inclui 8 dos 41 líderes regionais do NSDAP que ocuparam o cargo entre 1926 e 1945, 7 em cada 47 dos maiores líderes SS e da polícia, 53 dos 554 generais do Wehrmacht, 14 dos 98 generais da Luftwaffe, 11 dos 53 almirantes na Kriegsmarine e um número desconhecido de funcionários júnior.

## Incentivo do Estado
A vontade de cometer suicídio ao invés de aceitar a derrota era uma ideia nazista importante durante a Segunda Guerra Mundial. Adolf Hitler declarou sua preferência pelo suicídio em relação a derrota em um discurso que fez no Reichstag durante a invasão da Polônia em 1939, dizendo: "Gostaria agora de ser nada mais do que o primeiro soldado do Reich alemão. Por isso eu vou colocar essa túnica que tem sido sempre sagrada e querida para mim. Não vou tirá-la novamente até depois da nossa vitória, ou eu não viverei para ver o dia!"
Quando se tornou evidente que os nazistas estavam prestes a perder a guerra, os líderes da Alemanha (incluindo Goebbels e Hitler) falaram publicamente em favor do suicídio como uma opção plausível. Em 30 de agosto de 1944, Hitler declarou durante uma conferência militar: "É apenas [uma fração] de segundo. Então, é redimido de tudo e encontra tranquilidade e paz eterna." Muitos apoiantes da ideologia e do partido nazista compartilhavam a mensagem apocalíptica do nacional-socialismo e esperavam acabar com suas vidas. Anos de exposição à propaganda nazista também levou muitos alemães a assumirem que o suicídio era a única saída viável.
Acredita-se que a glorificação da morte violenta pode ter se originado na luta pelo poder pós-Primeira Guerra Mundial promovida pelos nazistas e nas primeiras mortes de ativistas nazistas, como Horst Wessel. Da mesma forma, os suicídios de líderes nazistas eram feitos para serem vistos como sacrifícios heroicos. Em um discurso de rádio em 28 de fevereiro de 1945 (circulado na maioria dos jornais do Reich em 1 de março), Joseph Goebbels declarou à rádio pública que, se a Alemanha fosse derrotada, ele iria "alegremente acabar com sua vida", como fez Catão, o Jovem. Em 28 de março do mesmo ano, o jornal nazista Völkischer Beobachter publicou um artigo intitulado "Risco de vida" por Wilhelm Pleyer, que pedia aos alemães para lutar até a morte.
A atmosfera suicida era reforçada pelos relatos de várias valas comuns soviéticas e outras atrocidades cometidas contra os nazistas pelo NKVD e pelo Exército Vermelho no fim da guerra. Um folheto nazista distribuído em fevereiro de 1945 em territórios tchecos avisava os leitores alemães sobre o "pacote assassino bolchevique" cuja vitória levaria ao "ódio, pilhagem, fome, tiros na nuca, deportação e extermínio" e apelava aos homens alemães para "salvar as mulheres e meninas alemãs da contaminação e do abate pelos cães de caça bolcheviques". Esses medos, e o retrato de "soviéticos bolcheviques" como monstros sub-humanos, levou a uma série de suicídios em massa no leste da Alemanha. Uma mulher da cidade de Schönlanke, na Pomerania, disse: "Por medo desses animais do leste, muitas Schönlankers acabaram com suas vidas. (Cerca de 500 deles) Famílias inteiras foram exterminadas dessa maneira." O medo da ocupação soviética era tão grande que até mesmo as pessoas que viviam longe de linhas soviéticas, incluindo um pensionista em Hamburgo, se matou com medo do que os soldados soviéticos lhes faria. O comportamento das tropas soviéticas também desempenhou um papel, visto que muitas alemãs suicidaram-se para evitar estupros ou por vergonha de contar que haviam sido estupradas. Além disso, muitos suicídios são associados à depressão causada ou agravada por viver em uma zona de guerra entre ruínas.